# Hoffmann (családnév)
A Hoffmann régi német családnév.

## Híres Hoffmann nevű személyek
Irodalom
- August Heinrich Hoffmann von Fallersleben (1798–1874) a későbbi német himnusz költője
- Christian Hoffmann von Hoffmannswaldau (1616–1679) német barokk költő, író
- E. T. A. Hoffmann, Ernst Theodor Amadeus Hoffmann, eredetileg: Ernst Theodor Wilhelm Hoffmann (1776–1822) német író, komponista, zenekritikus, karmester, jogász, grafikus és karikaturista
- Hugo von Hofmannsthal, eredetileg Hugo Hofmann Edler von Hofmannsthal (1874–1929) osztrák regényíró, költő, drámaíró és opera-szövegíró

Film, színház
- Dustin Hoffman (1937) amerikai színész
- Hofi Géza, Hoffmann (1936–2002) magyar humorista, előadóművész, színművész
- Jerzy Hoffman (1932) lengyel filmrendező és forgatókönyvíró, számos lengyel történelmi film rendezője
- Hevesi Sándor Hoffmann (1873–1939) magyar rendező

Képzőművészet
- Hoffmann Dezső, vagy: Dezo Hoffmann (1912–1986) szlovák-magyar fotográfus
- Hoffmann János (1870–1954) magyar festőművész, rajztanár
- Hoffmann Károly (1823–1890) magyar asztalosmester

Zene
- Reményi (Hoffmann) Ede (1828–1898) zeneszerző, hegedűművész
- Hoffmann Ferenc (1873–1945) zeneszerző
- Hoffmann Mónika (1982) énekesnő

Politika, közélet
- Hoffmann János (1895–1944) naplóíró, a holokauszt áldozata
- Hoffmann Pál (1830–1907) magyar jogász, egyetemi tanár
- Hoffmann Tamás (1964) jogász, politikus
- Szőnyi Tibor, Hoffmann (1903–1949) orvos, magyar kommunista politikus
- Wilhelm Hoffmann (1806–1873) német evangélikus lelkész

Tudomány
- August Wilhelm von Hofmann (1818–1892) német kémikus; a 19. század legjelentősebb német vegyészeinek egyike
- Hoffmann Edith (1888–1945) művészettörténész
- Friedrich Hoffmann (1660–1742) német orvos
- Jules(-Alphonse) Hoffmann (1941) luxemburgi származású francia biológus, sejtkutató, immunológus
- Hoffmann Sándor, vagy: Hoffman Sándor (1899–1992) vegyészmérnök
- Hoffmann Tamás (1931–2007) magyar etnográfus, muzeológus

Sport
- Hoffmann Géza (1929–2005) válogatott magyar birkózó
- Ingo Hoffmann (1953) brazil autóversenyző, a Stock Car Brasil-sorozat tizenkétszeres bajnoka
- Hámori László, Hoffmann (1914–1970) válogatott labdarúgó, fedezet
- Hoffmann Richárd (1978) magyar labdarúgó
- Házi Tibor, Hoffmann (1912–2000) háromszoros világbajnok asztaliteniszező